# فردا (فیلم ۱۳۸۰)
فردا (فیلم) فیلمی به کارگردانی ستسو ناکایاما و نویسندگی یوشی یوکوتا ساختهٔ سال ۱۳۸۰ است.

## بازیگران
- کای شی شی دو
- عثمان محمدپرست
- مهدی گودرزی
- آکی کو اوشی داری
- شهرام جمشیدی